# Mi Plan Remixes
Mi Plan Remixes è un album di remix della cantante porto-canadese Nelly Furtado pubblicato nel 2010.
L'album contiene delle tracce dell'album Mi plan ed è stato accompagnato dal singolo promozionale Fuerte in collaborazione con Concha Buika.

## Accoglienza
Stephen Thomas Erlewine di AllMusic ha dichiarato che «quest'album di remix non ha eguali con nessun altro poiché tutte le canzoni sono facilmente orecchiabili».

## Tracce
1. Fuerte (feat. Concha Buika) (Original English Version) – 2:50 (Nelly Furtado, James Bryan, Alex Cuba)
2. Manos al aire (Robbie Rivera Radio Mix) – 3:32 (Nelly Furtado, James Bryan, Alex Cuba)
3. Más (feat. Tony Dize) (Urban Remix) – 3:49 (Nelly Furtado, Lester Méndez, Andrés Recio)
4. Bajo otra luz (Humby Remix) – 3:52 (Julieta Venegas, Maria Rodríguez)
5. Fuerte (Twisted Dee Club Mix) – 8:38 (Nelly Furtado, James Bryan, Alex Cuba)
6. Manos al Aire (Juan Magan Remix) – 4:24 (Nelly Furtado, James Bryan, Alex Cuba)
7. Más (Rebirth Demolition Crew Mix) – 6:26 (Nelly Furtado, Lester Méndez, Andrés Recio)
8. Bajo Otra Luz (Dancehall Yogi Remix) – 3:44 (Julieta Venegas, Maria Rodríguez)
9. Fuerte (Humby Urban Club Mix) – 3:36 (Nelly Furtado, James Bryan, Alex Cuba)
10. Manos al Aire (Tiësto Remix) – 7:33 (Nelly Furtado, James Bryan, Alex Cuba)
11. Bajo Otra Luz (Rebirth Demolition Mix) – 3:26 (Julieta Venegas, Maria Rodríguez)
12. Fuerte (Cajjmere Wray Hot Swear Mix) – 8:06 (Nelly Furtado, James Bryan, Alex Cuba)

## Classifiche
| Classifica (2010)       | Posizione massima |
| ----------------------- | ----------------- |
| Stati Uniti (latin pop) | 16                |